# Eibenblättriges Doppelblattmoos
Das Eibenblättrige Doppelblattmoos (Diplophyllum taxifolium) ist eine Lebermoos-Art aus der Familie der Scapaniaceae.

## Merkmale
Das Moos bildet gelbgrüne bis braungrüne Rasen. Es ähnelt stark dem Hellstreifigen Doppelblattmoos, die Pflanzen sind aber nur etwa 2 Millimeter breit. Die Blätter sind zweilappig, mit einem kleinen, schräg nach vorne gerichteten Oberlappen und dem etwa zwei- bis dreimal so großen, seitlich abstehenden, zungenförmigen Unterlappen. Dieser ist am Rand teilweise durch vorspringende Zellen fein gezähnelt.
Die Blattzellen sind verschieden groß: am Blattrand quadratisch, etwa 7 bis 10 µm groß, in der Blattmitte etwas größer und kurz rechteckig, 12 mal 15 µm, am Blattgrund verlängert, 12 mal 50 µm groß. Pro Zelle sind etwa 3 bis 6 Ölkörper, in den verlängerten Zellen am Blattgrund auch zahlreicher vorhanden. Im Gegensatz zum Hellstreifigen Doppelblattmoos fehlt der hier beschriebenen Art ein scharf abgegrenzter, rippenartiger Mittelstreifen der Blattlappen.
Perianthien werden sehr selten gebildet, sie ragen zur Hälfte aus den Hüllblättern heraus, sind breit eiförmig, zum Teil gefaltet und an der Mündung schwach gezähnt bis ganzrandig. Jedoch häufig befinden sich an den Sprossspitzen gelbgrüne, sternförmige Brutkörper. Das Moos ist diözisch.

## Verbreitung und Standortansprüche
Das Eibenblättrige Doppelblattmoos ist in der nördlichen Hemisphäre verbreitet und kommt hier in Europa, Asien und Nordamerika vor. In Mitteleuropa ist es in den Hochlagen der Mittelgebirge sowie in den Alpen bis in die alpine Höhenstufe verbreitet. Es besiedelt vorwiegend Silikatgestein in etwas schattigen und mäßig trockenen Lagen.